# Kumbhá Karna
En el marco de la mitología hinduista, Kumbhákarna era un rákshasa gigantesco (de 420 m[cita requerida] de altura), hermano del demoníaco rey Rávana.

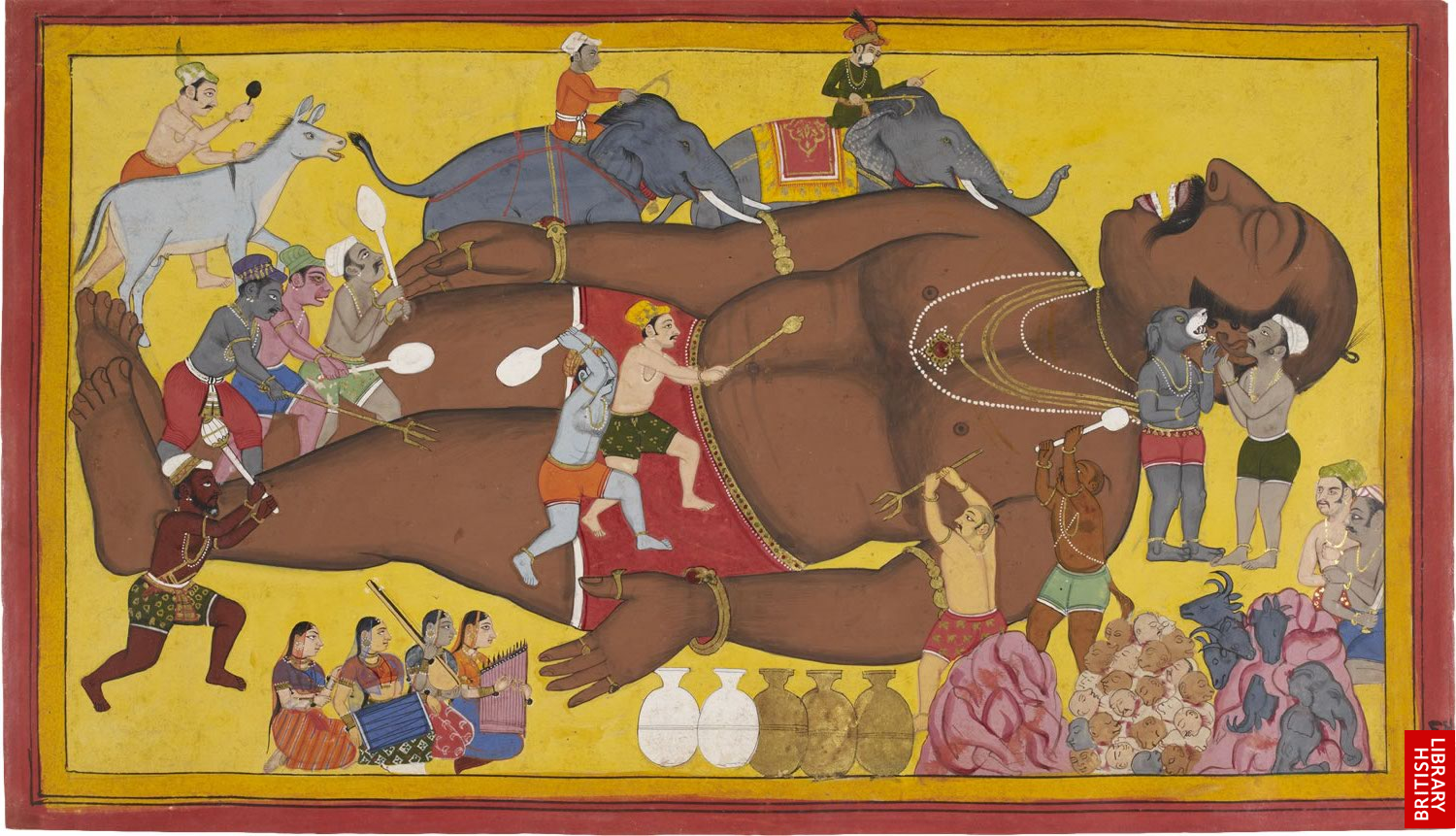
El despertar de Kumbhákarna.

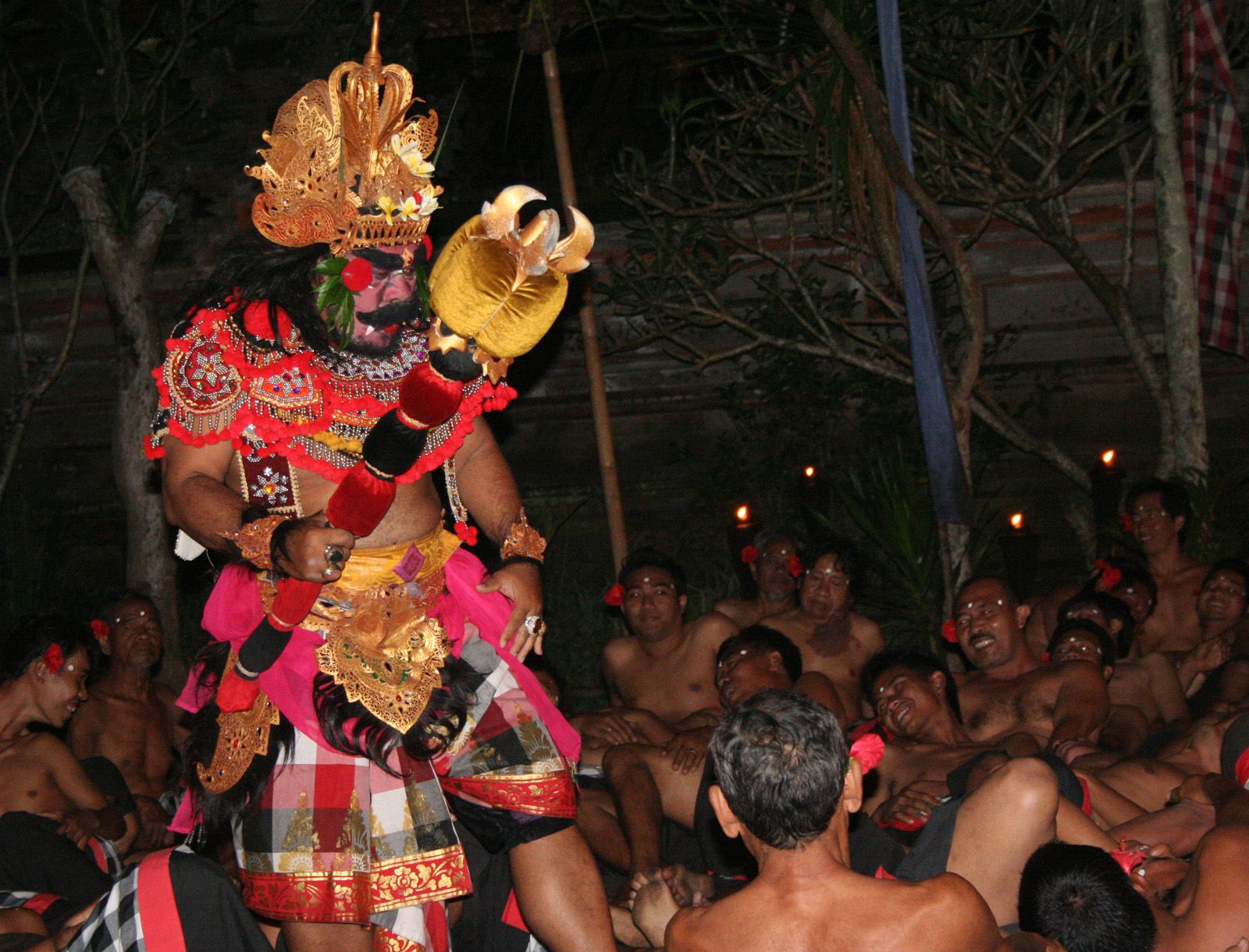
El gigante Kumbhákarna en una obra de teatro kechak, en Ubud (Bali).

- कुम्भकर्ण, en escritura devánagari.
- kumbhakarṇa, en el sistema IAST de transliteración.
- Etimología: ‘orejas [como] ollas’, siendo kumbhá: ‘olla’ y karna: ‘oreja’.

Era un terrible y gigantesco guerrero y famoso mago lleno de trucos ilusorios, pero se pasó durmiendo durante toda la batalla de Lanka.
Mucho tiempo atrás había realizado terribles austeridades para que el dios Brahma le diera el trono de Indra (el rey del Cielo), pero la diosa Sárasuati —previendo que este ya invencible demonio se volvería el rey del universo— confundieron su lengua, y el inmenso rákshasa en vez de pedir el indra asana (el trono de Indra) pidió entonces un nidra asana (cama para dormir).
Brahmá lo bendijo de poder dormir para siempre.
Rávana le pidió a Brahmá que deshiciera la bendición, ya que representaba una maldición equivalente a la muerte.
Entonces Brahmá le permitió despertar un solo día cada seis meses.
En ese día comía todo lo que encontraba, incluidos humanos.
Cuando finalmente los rákshasas lograron despertarlo (haciendo sonar miles de tambores y timbales, y haciendo caminar decenas de elefantes sobre el monstruo-montaña), Kumbhá Karna comenzó a comerse todos los monos.
Hirió al poderosísimo mono Jánuman.
Cuando el rey mono Sugriva lo atacó, Kumbhá Karna lo tomó entre sus dedos y quiso aplastarlo.
Entonces el dios Rāma y su hermano Lakshmana le dispararon flechas y finalmente el arma secreta brahmastra (arma de Brahmá) y lo mataron.
Kumbhá Karna cayó como un árbol golpeado por un rayo.
En el Padma puraṇá hay un capítulo llamado «Kumbhá Karṇa vadha» (el asesinato de Kumbhá Karna), que cuenta esta misma historia.

## Yaia y Viyaia
El Rāmāiana y el Majábharata no son las únicas escrituras religiosas que cuentan la historia de Rāvana.
En el Bhāgavata Puraná se dice que Kumbhákarna y su hermano Rāvana eran reencarnaciones de Viyaia y Yaia, los dos porteros de Vaikunthá (la morada de Vishnú), quienes fueron maldecidos por los sabios Kumārás a nacer en la Tierra por haber sido insolentes.
Los guardianes habían rehusado la entrada a estos tres hermanos Kumārá (Sanat, Sananda y Sanātana, hijos del dios Brahmā), quienes, por sus poderes y austeridad, tenían la forma de niños. Por su insolencia, los monjes les maldijeron a ser expulsados de Vaikunthá y a nacer en la Tierra. El bondadoso Vishnú acordó que debían ser castigados pero mitigó el efecto de la maldición: les preguntó si querían nacer siete veces como devotos del Señor o tres veces como sus enemigos. Como la intención de los dos porteros era la de volver lo más pronto posible, eligieron ser enemigos de Dios.
En la primera era (Satya yuga: ‘era de la verdad’), Yaia y Viyaia nacieron como Jirania Kashipú y Jirania Akshá. Para matarlos, Vishnú encarnó en dos oportunidades, como Varaja (jabalí) y como Narasinja (un ser mitad hombre y mitad león).
En la segunda era (trétā yuga: ‘era tres’) nacieron como Rāvana y Kumbhákarna y fueron asesinados por Rāmachandra.
Luego, en la tercera era (Duāpára yuga: ‘era dos’), Yaia y Viyaia nacieron como Śishupala y Dantavakra y fueron asesinados por Krishná.
Después de los tres nacimientos previstos, retornaron a Vaikunthá.

## Kumbhá karna en la cultura popular
Kumbhákarna ―representado por el actor guyaratí Nalín Dave― fue un personaje importante en la exitosa serie de televisión india Ramaian, dirigida por Ramanand Sagar, de 78 episodios, que se presentó los domingos a las 9:30 a. m. (IST), entre el 25 de enero de 1987 y el 31 de julio de 1988. En esa presentación original, Ramaian era visto por unos 100 millones de televidentes.
Kumbhákarna también aparece en el juego del género MOBA SMITE